# الیسا رایس
اِلیسا رایس با نام اصلی رُزین بومندیل (زادهٔ ۱۲ دسامبر ۱۸۷۶ – درگذشتهٔ ۱۸ اوت ۱۹۴۰) نویسندهٔ یهودی الجزایری بود که شخصیت زنی مسلمان را که از حرمسرا فرار کرده بود برای پیشبرد حرفهٔ ادبی خود پذیرفت. رمان‌های او در طول زندگی‌اش محبوب بودند، اما از محبوبیت آنها به‌تدریج کاسته شد. علاقه به زندگی او در دههٔ ۱۹۸۰ با این ادعا که همهٔ آثار او سایه‌نویس شده بودند و اینکه او بی سواد است، احیا شد.

## زندگی‌نامه

### اوایل زندگی
رُزین بومندیل در ۱۲ دسامبر ۱۸۷۶ در بلیدا در خانواده‌ای یهودی به دنیا آمد. پدرش یعقوب نانوا و مادرش مازالتوف خانه‌دار بود. او به یک مدرسهٔ محلی رفت تا اینکه در سن دوازده سالگی به‌عنوان یک عضو خانوادهٔ یهودی، خانه‌دار شد. بعداً، او ادعا کرد که در «Ecole des Religieuses de la Doctrine Chrétienne» شرکت کرده‌است، اگرچه این مدرسه در دههٔ ۲۰ باز شد. او در ۱۸ سالگی با یک خاخام به نام مویسه عمار ازدواج کرد. این زوج سه فرزند داشتند: یک دختر که در یازده سالگی درگذشت. یک پسر، ژاکوب-ریموند (۱۹۰۲–۱۹۸۷)؛ دختر دیگر میرل (۱۹۰۸–۱۹۳۰). ژاکوب-ریموند همچنین نویسنده و روزنامه‌نگاری شد که بیشتر با نام رولاند رایس شناخته می‌شود، او یکی از معدود یهودیان الجزایری بود که پس از استقلال الجزایر، ملیت الجزایری را به دست آورد.
رُزین بومندیل و عمار زمانی که او ۳۸ ساله بود از هم جدا شدند و او دوباره با تاجری به نام مردخای کمویل ازدواج کرد. آنها در ویلایی به نام Villa des Fleurs در الجزایر زندگی می‌کردند، که او یک سالن ادبی افتتاح کرد. وی به عنوان یک داستان‌نویس شناخته شد و ادعا کرد که داستان‌هایش توسط مادر و مادربزرگش به او منتقل شده‌اند و بنابراین بخشی از میراث غنی مردمی منطقهٔ زادگاهش است. او توسط منتقدان ادبی مانند لوئی برتراند تشویق شد تا داستان‌های خود را برای مجلات ادبی بفرستد.

### حرفهٔ ادبی

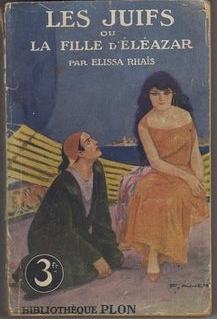
الیسا ریس- الغازار

در سال ۱۹۱۹ بومندیل به پاریس رفت تا حرفهٔ ادبی را دنبال کند. لوئی برتراند، رمان‌نویس و منتقد، معرفی‌نامه‌ای برای او به رنه دومیک، سردبیر مجلهٔ Revue des Deux Mondes نوشته بود، که اندکی بعد پنج داستان کوتاه او را منتشر کرد. پس از آن، اولین رمان او، سعدای مراکشی، توسط پلون، یک انتشارات پاریسی، با استفاده از نام مستعار او، الیسا رایس، منتشر شد. سعدای مراکشی پرفروش بود و در نهایت به بیست و شش نوبت چاپ رسید. از این زمان، رایس شروع به نشان دادن خود به عنوان یک زن مسلمان کرد که از حرمسرا فرار کرده‌است، اما اینکه چقدر در ساخت این شخصیت جدید نقش داشته‌است، یا در واقع آیا او کتاب و سایر موارد پس از آن را اصلاً نوشته‌است یا خیر، مورد سؤال قرار گرفته‌است. گفته شده‌است که هویت جدید او به عنوان یک ترفند بازاریابی که توسط لوئی برتراند و رنه دومیک تنظیم شده بود، ایجاد شده‌است.
از سال ۱۹۱۹ تا ۱۹۳۰، رمان‌ها، و داستان‌های کوتاه متعددی به نام الیسا رایس منتشر شد که عمدتاً عاشقانه‌هایی بودند که در محیط‌های عجیب و غریب در شمال آفریقا اتفاق می‌افتند که در آن قهرمانان زن و فرهنگ مسلمان در دورهٔ جنگ جهانی اول به تصویر کشیده می‌شد. برخی از کارهای او منعکس‌کننده امور جاری بود: برای مثال La riffaine رمانی بود که داستان آن در جنگ ریف جریان داشت. این آثار به زبان‌های نروژی، فنلاندی، سوئدی و روسی ترجمه شدند.
رایس یک سالن ادبی را در پاریس تأسیس کرد که نویسندگانی مانند کولت، پل موران، ژان امروش و همچنین سارا برنهارت هنرپیشه در آن حضور داشتند. رایس در آنجا ترکیبی از لباس‌های بربر و مسلمان می‌پوشید که نشان‌دهندهٔ پس‌زمینه‌ای عجیب و غریب است که در آن زمان با شیفتگی فرهنگی برای همهٔ چیزهای «شرقی» رایج شده بود. او علیهٔ رهایی زنان عرب صحبت می‌کرد و خاطرنشان می‌کرد که این امر در ترکیه منجر به «بی‌اخلاقی گسترده» شده‌است. محبوبیت او در فرانسه از حدود سال ۱۹۳۰ کاهش یافت، که همزمان با مرگ دخترش و افزایش انتقادات از شخصیت‌های الجزایری بود.

### اواخر زندگی
در طول دههٔ ۱۹۳۰، محبوبیت رایس کاهش یافت و او برای زندگی به بلیدا بازگشت و در ۱۸ اوت ۱۹۴۰ در آنجا درگذشت.

## آثار برگزیده

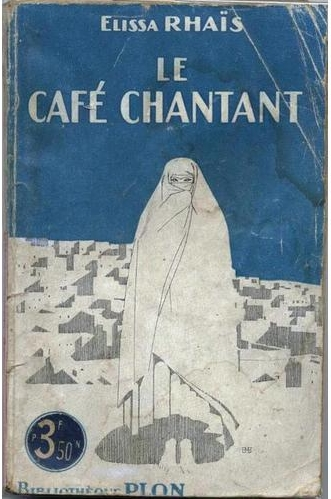
الیسا ریس – آواز کافه

### رمان‌ها
- Saâda (Paris: 1919)
- Le Café chantant (Paris: 1920)
- Les Juifs ou la fille d’Eléazar (Paris: 1921)
- La Fille des pachas (Paris: 1922)
- La Fille du douar (Paris: 1924)
- La Chemise qui porte bonheur (Paris: 1925)
- L'Andalouse (Paris: 1925)
- Le Mariage de Hanifa (Paris: 1926)
- Le Sein blanc (Paris: 1928)
- Par la voix de la musique (Paris: 1927)
- La Riffaine (Paris: 1929)
- Petits Pachas en exil (Paris: 1929)
- La Convertie (Paris: 1930)

### تئاتر
- Le parfum, la femme et la prière (1933)

### داستان‌های کوتاه
- Enfants de Palestine in the Weekly Review (August 1931)
- Judith in Le Journal du 15 April 1939 at 24 April 1939

## انتقادات
اگرچه رمان‌های او در آن زمان محبوب بودند، اما مورد تحسین منتقدان قرار نگرفتند. آثار او در فرانسه محبوب‌تر از الجزایر بود، اما او در آنجا از حمایت روبرت رانداو که یک شخصیت برجستهٔ ادبی بود برخوردار بود.

در آن زمان در مورد صحت آثار او تردید وجود داشت، لوسین فاور، رمان‌نویس نوشت:
«به نظر می‌رسد که در فرانسه، ما مورها را در هر شرایطی دوست داریم. به همین دلیل است که یک پیرزن یهودی، همسر خاخام سابق، وجود دارد که خود را به عنوان یک عرب درمی‌آورد و به دروغ دربارهٔ نژاد و سنت‌های ما داستان می‌گوید. مشخص است که از این راه پول زیادی به دست می‌آورد».

## میراث
صرف‌نظر از موقعیتی که رمان‌ها در آن تولید شده‌اند، رایس به‌عنوان یک نویسندهٔ زن یهودی الجزایری، جایگاه مهمی در ادبیات یهودی-مغربی دارد. با این حال، زندگی او همچنان منبع نزاع و نیز تخیل در رسانه‌ها بوده‌است.

### ماجرای تابت
در سال ۱۹۸۲، پل تابت، پسر رائول تابت، که هم برادرزاده و هم عاشق رایس بود، کتابی منتشر کرد که در آن تأیید می‌کرد که پدرش نزد او اعتراف کرده که او نویسندهٔ واقعی رمان‌های منسوب به رایس است. این کتاب در رسانه‌ها شور و هیجانی ایجاد کرد و پل تابت در ۹می ۱۹۸۲ با برنارد پیوت در مورد آپستروفز مصاحبه کرد. با این حال، اکثر منتقدان دانشگاهی متخصص در ادبیات مغرب فرانسوی‌زبان، ادعاهای تابت را بعید می‌دانند. دنیس براهیمی در مقدمه ای با عنوان Lire Elissa Rhaïs از «رسوایی ضعیف» صحبت می‌کند.
فیلم تلویزیونی Le Secret d'Elissa Rhaïs در سال ۱۹۹۳ توسط کارگردان ژاک اوتمزگوین بر اساس کتاب پل تابت اما به شکلی رمانتیک ساخته شد.